# Едвін Мартон
Єдвін Мартон (нар. 17 лютого 1974 року, Вилок, Виноградівський район, Закарпатська область) — угорський композитор, віртуоз та скрипаль. Відомий в світі, задяки таланту поєднання класичних композицій та суперсучасним звучанням і модними аранжуваннями. 

## Біографія
Народився Едвін Мартон в сім'ї музикантів угорського походження. В чотири роки навчився грати на скрипці, за три роки освоїв музичну програму і в 7 років грав складні твори Моцарта. Прізвище Мартон взяв у 2003 році від своєї бабусі Ілони.

## Навчання

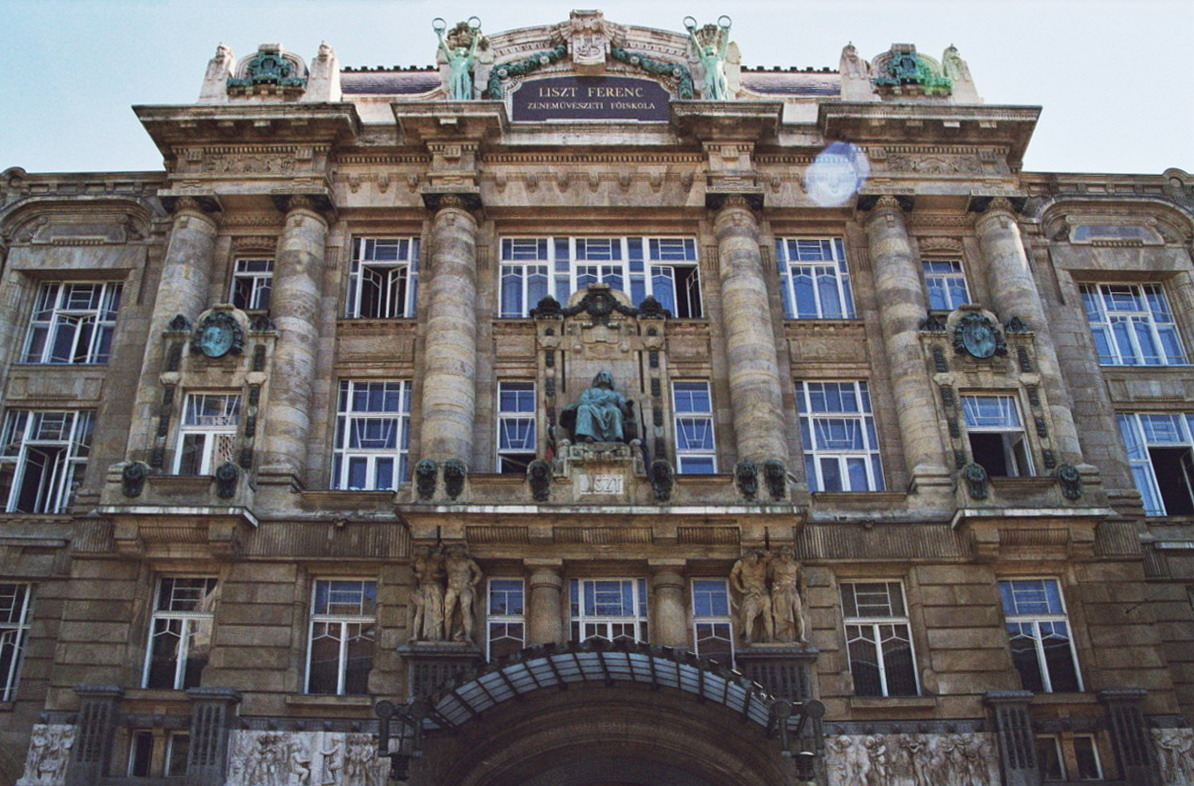
Музична академія ім. Ференца Ліста

- 1983 — Центральна музична школа при Московскій державній консерваторії імені П. І. Чайковського
- 1991 — Музична  академія ім. Ференца Ліста, Будапешт
- 1994 — Джульярдська музична школа (Нью-Йорк)
- 1995 — Музична академія (Відень)

## Музичні конкурси
В 1997 році Едвін Мартон перемагає в міжнародному конкурсі скрипалів в Орфорді (Канада). Переможець отримав унікальну можливість — право грати на скрипці  виготовленій Антоніо Страдіварі в 1697 році , на якій грав сам Паганіні. Ця можливість продовжувалася двічі.
Наступні 15 років музикант перемагає на різноманітних конкурсах та виграє престижні нагороди Emmy, MTV
і Eurovision.
Його музика звучить в програмах відомих фігуристів, таких як Стефан Ламбель, Юдзуру Ханю, Євген Плющенко, Тетяна Том'яніна, Максим Маринін  та багато інших.

## Дискографія
- 1996 Sarasate
- 2001 Strings 'N' Beats
- 2004 Virtuoso
- 2006 Stradivarius
- 2010 Hollywood